# Franco de Uri
El franco fue la moneda del cantón suizo de Uri entre 1798 y 1850. Se subdividía en 10 Batzen, a su vez, cada Batzen se subdividía en 10 Rappen.

## Historia
El franco suizo era la moneda de la República Helvética desde 1798. Aunque este país dejó de emitir dinero en 1803. Por ende, el cantón de Uri comenzó a acuñar sus propias monedas en el año 1811. En 1850, el franco suizo fue reintroducido sustituyendo al franco de Uri a razón de 1 ½ francos suizo = 1 franco de Uri.

## Monedas
Se introdujeron monedas de vellón en denominaciones de 1 Rappen, ½ y 1 Batzen, y monedas de plata valuadas en 2 y 4 Batzen.